# Republic (Míchigan)
Republic es un lugar designado por el censo ubicado en el condado de Marquette en el estado estadounidense de Míchigan. En el Censo de 2010 tenía una población de 570 habitantes y una densidad poblacional de 55,96 personas por km².

## Geografía
Republic se encuentra ubicado en las coordenadas 46°24′31″N 87°59′17″O / 46.40861, -87.98806. Según la Oficina del Censo de los Estados Unidos, Republic tiene una superficie total de 10.19 km², de la cual 9.37 km² corresponden a tierra firme y (8.01%) 0.82 km² es agua.

## Demografía
Según el censo de 2010, había 570 personas residiendo en Republic. La densidad de población era de 55,96 hab./km². De los 570 habitantes, Republic estaba compuesto por el 97.72% blancos, el 0.53% eran afroamericanos, el 0.7% eran amerindios, el 0.18% eran asiáticos, el 0% eran isleños del Pacífico, el 0.18% eran de otras razas y el 0.7% pertenecían a dos o más razas. Del total de la población el 0.18% eran hispanos o latinos de cualquier raza.